# ラヴ・トレイン (オージェイズの曲)
「ラヴ・トレイン」（Love Train）は、ケニー・ギャンブルとレオン・ハフが作曲したオージェイズのシングルである。1972年に発売されたこのシングルは翌1973年2月と3月に『ビルボード』のR&BシングルとHot 100でそれぞれ1位を獲得した。
シングルはパリ協定調印と同日である1973年1月27日にHot 100の上位40に入った。曲の歌詞ではイングランド、ロシア、中国、エジプト、イスラエル、アフリカ諸国など多くの国々が言及されている。
レコーディングはフィラデルフィアのシグマ・サウンド・スタジオで行われ、ハウスバンドのMFSBがバッキングを提供した。「ラヴ・トレイン」はオージェイズのアルバム『裏切り者のテーマ』に最終トラックとして収録された。2006年にグラミーの殿堂入りを果たした。

## ミュージック・ビデオ
ミュージック・ビデオでは鉄道駅付近に集まる人々が手を繋いで輪を作り、同時に走る電車が映し出される。ビデオを通して多くの人々が輪に加わり、彼らは「ラヴ・トレイン」と呼ばれる。ビデオにはロングアイランド鉄道のMP75やアムトラックが映っていることから北東回廊付近で撮影されたことが推測できる。ビデオに関する詳細は不明であるが、録音は1973年に行われている。

## チャート
| チャート (1972–73)     | 最高 順位 |
| ---------------------- | --------- |
| オーストラリア KMR     | 91        |
| カナダ                 | 15        |
| アイルランド (IRMA)    | 19        |
| 英国                   | 9         |
| 米国 Billboard Hot 100 | 1         |
| 米国 Billboard R&B     | 1         |
| 米国 Cash Box Top 100  | 1         |

| チャート (1973)        | 順位 |
| ---------------------- | ---- |
| カナダ                 | 117  |
| 米国 Billboard Hot 100 | 32   |
| 米国 Cash Box          | 12   |

## カバー
1974年初頭にスプリームス（ウィルソン、バードソング、ペイン）がライブでこの曲を歌った。1989年にはホール&オーツが映画『ボクの彼女は地球人/BRAND NEW GIRL』のサウンドトラックでカバーし、さらにダリル・ホールは2016年にテレビ番組『Live from Daryl's House』でオージェイズと共に歌った。ローリング・ストーンズは2002年から2003年にかけて行ったリックス・ツアーで演奏した。2003年にゴスペルグループのドック・マッケンジー&ザ・ハイライツがカバーした。2006年にはロックバンドのThe Yayhoosのアルバム『Put The Hammer Down』でカバーされた。
オーストラリアでは1973年にDalvanius Primeがカバーした。また歌手のカイリー・ミノーグが1991年のレッツ・ゲット・トゥ・イット・ツアーの際に歌った。
2017年のテレビスペシャル・アニメ『トロールズ みんなのハッピーホリデー!』のオープニングでアナ・ケンドリック、ジャスティン・ティンバーレイク、ジェームズ・コーデン、ロン・ファンチズがカバーした。

## ポップカルチャーでの使用
- クアーズ・ライト（英語版）のコマーシャルで使用された。
- 2004年にはGAPがクリスマスに合わせ、冬用のマフラーのテレビCMで使用している。
- 2000年にテレビアニメ『キング・オブ・ザ・ヒル』の第4シーズン第21話「Nancy's Boys」で演奏された。
- 2008年にテレビドラマ『Scrubs〜恋のお騒がせ病棟』の第7シーズン第9話「My Dumb Luck」で使用された。
- 1995年の映画『ダーク・ストリート/仮面の下の憎しみ（英語版）』で使用された。
- 1998年の映画『ラスト・デイズ・オブ・ディスコ（英語版）』の最後の場面とクレジット時に使用された。
- 2015年の映画『オデッセイ』[14]の最後の場面から最終クレジット前にかけて使用された。
- 2010年10月30日にジョン・スチュワートとスティーヴン・コルベアが主催した集会であるRally to Restore Sanity and/or Fearでオージェイズ自身が演奏した[15]。
- 荒木飛呂彦の漫画『ジョジョの奇妙な冒険』の第7部『スティール・ボール・ラン』に登場するスタンド能力「D4C-ラブトレイン-」の名称はこの曲に因んでいる。